# DataCite
DataCite is een internationaal consortium dat gericht is op behoud van digitaal materiaal en toegang tot digitale bronnen op het internet. De organisatie werd op 1 december 2009 in Londen opgericht. Een van de medeoprichters is de bibliotheek TU Delft..
Een methode om eenvoudige toegang tot wetenschappelijk onderzoek gegevens te verstrekken is het toekennen van een digital object identifier (DOI). DataCite is de overkoepelende organisatie van organisaties die DOI-diensten aanbieden en is lid van de International DOI Foundation (IDF). Een andere dienst van DataCite is Registry of Research Data Repositories.